# Кароча

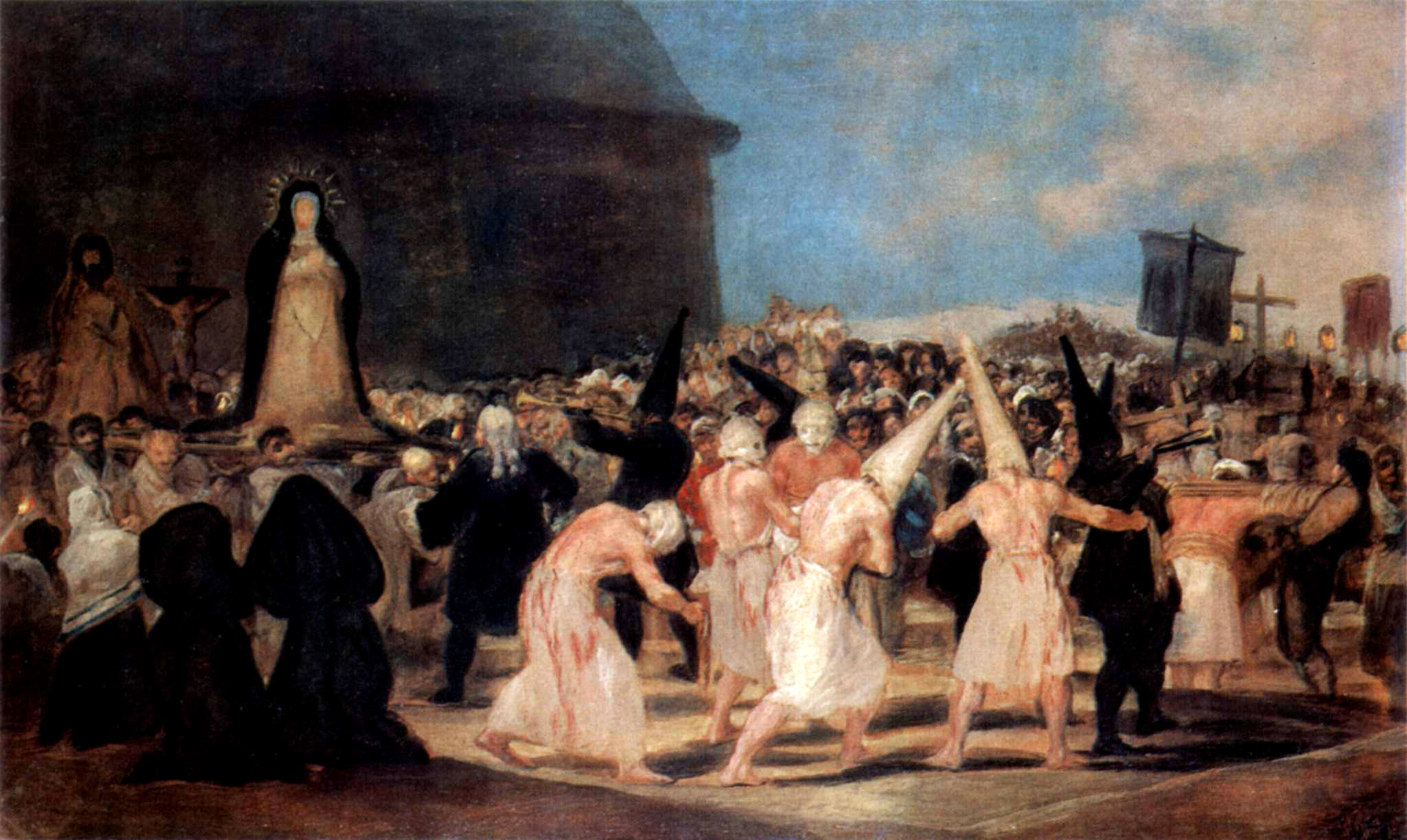
Приговорённые с карочами на голове во время аутодафе; картина Франсиско Гойи (1814); Королевская академия, Мадрид

Кароча (порт. Carocha, Coroça, исп. Coroza) — в Средние века в Испании и Португалии шапка еретиков с изображением фигур дьяволов, надевалась на приговорённых инквизицией к смерти на костре.
Шапка была высокой — колпак в виде цилиндра или конуса. Изготовлялась из бумаги или неклееного, натурального картона (устар. «папка»). На бумаге изображались дьявольские фигуры. Надевалась на приговорённых инквизицией к смерти на костре — во время аутодафе: торжественной религиозной церемонии, включавшей в себя процессии, богослужение, выступление проповедников, публичное покаяние осуждённых еретиков, чтение и исполнение их приговоров.